# Seimeni (gmina)
Seimeni – gmina w Rumunii, w okręgu Konstanca. Obejmuje miejscowości Dunărea, Seimenii Mici i Seimeni. W 2011 roku liczyła 2023 mieszkańców.